# Бри Су Барбезје
Бри Су Барбезје (фр. Brie-sous-Barbezieux) насеље је и општина у западној Француској у региону Поату-Шарант, у департману Шарант која припада префектури Коњак.
По подацима из 2011. године у општини је живело 117 становника, а густина насељености је износила 18,0 становника/km². Општина се простире на површини од 6,5 km². Налази се на средњој надморској висини од 104 метара (максималној 162 m, а минималној 67 m).

## Демографија
| 1962. | 1968. | 1975. | 1982. | 1990. | 1999. | 2011. |
| ----- | ----- | ----- | ----- | ----- | ----- | ----- |
| 150   | 156   | 143   | 146   | 145   | 124   | 117   |

График промене броја становника у току последњих година